# 沃氏海鮋
沃氏海鮋，為輻鰭魚綱鮋形目鮋亞目鮋科的其中一種，為熱帶海水魚，分布於中太平洋東部墨西哥的下加利福尼亞與克利珀頓島海域，體長可達44.3公分，棲息在底層水域，生活習性不明，可做為食用魚。

## 扩展阅读
維基物種上的相關：沃氏海鮋